# Volleyball Nations League femminile 2023
La Volleyball Nations League 2023 si è svolta dal 30 maggio al 16 luglio 2023: al torneo hanno partecipato sedici squadre nazionali e la vittoria finale è andata per la prima volta alla Turchia.

## Regolamento

### Formula
Le squadre sono state divise in due categorie, quella principale e quella secondaria (quest'ultima, in questa edizione, ha compreso Bulgaria, Canada, Croazia, Rep. Dominicana e Polonia): tuttavia le squadre hanno disputato un unico torneo senza alcuna distinzione.
Le formula ha previsto:
- Prima fase, disputata con girone all'italiana: le prime sette classificate e la nazionale del paese organizzatore (nel caso in cui sia arrivata tra le prime sette si qualifica l'ottava classifica) hanno acceduto alla fase finale, mentre l'ultima classificata tra le squadre della categoria secondaria è retrocessa in Volleyball Challenger Cup 2023.
- Fase finale, disputata con quarti di finale, semifinale, finale per il terzo posto e finale, giocate con gara unica[2].

### Criteri di classifica
Se il risultato finale è stato di 3-0 o 3-1 sono stati assegnati 3 punti alla squadra vincente e 0 a quella sconfitta, se il risultato finale è stato di 3-2 sono stati assegnati 2 punti alla squadra vincente e 1 a quella sconfitta.
L'ordine del posizionamento in classifica è stato definito in base a:
- Numero di partite vinte;
- Punti;
- Ratio dei set vinti/persi;
- Ratio dei punti realizzati/subiti;
- Risultati degli scontri diretti.

## Squadre partecipanti
| Squadra         | Qualificazione                         | Ultima partecipazione          |
| --------------- | -------------------------------------- | ------------------------------ |
| Brasile         | Wild card                              | Volleyball Nations League 2022 |
| Bulgaria        | Wild card                              | Volleyball Nations League 2022 |
| Canada          | Wild card                              | Volleyball Nations League 2022 |
| Cina            | Wild card                              | Volleyball Nations League 2022 |
| Corea del Sud   | Wild card                              | Volleyball Nations League 2022 |
| Croazia         | 1ª alla Volleyball Challenger Cup 2022 | Debutto                        |
| Germania        | Wild card                              | Volleyball Nations League 2022 |
| Giappone        | Wild card                              | Volleyball Nations League 2022 |
| Italia          | Wild card                              | Volleyball Nations League 2022 |
| Paesi Bassi     | Wild card                              | Volleyball Nations League 2022 |
| Polonia         | Wild card                              | Volleyball Nations League 2022 |
| Rep. Dominicana | Wild card                              | Volleyball Nations League 2022 |
| Serbia          | Wild card                              | Volleyball Nations League 2022 |
| Stati Uniti     | Wild card                              | Volleyball Nations League 2022 |
| Thailandia      | Wild card                              | Volleyball Nations League 2022 |
| Turchia         | Wild card                              | Volleyball Nations League 2022 |

## Torneo

### Fase a gironi

#### Prima settimana
| Girone 1      | Girone 2        |
| ------------- | --------------- |
| Canada        | Brasile         |
| Corea del Sud | Bulgaria        |
| Italia        | Cina            |
| Polonia       | Croazia         |
| Serbia        | Germania        |
| Stati Uniti   | Giappone        |
| Thailandia    | Paesi Bassi     |
| Turchia       | Rep. Dominicana |

##### Girone 1
| 30 maggio 2023 Antalya Spor Salonu, Adalia Durata: 2h:17 - Spettatori: 590   | Italia        | 3 - 2 | Thailandia    | 24-26, 25-17, 27-29, 30-28, 15-11 |
| 30 maggio 2023 Antalya Spor Salonu, Adalia Durata: 2h:31 - Spettatori: 910   | Polonia       | 3 - 2 | Canada        | 20-25, 25-23, 20-25, 25-23, 15-13 |
| 31 maggio 2023 Antalya Spor Salonu, Adalia Durata: 2h:00 - Spettatori: 1 703 | Serbia        | 2 - 3 | Stati Uniti   | 20-25, 25-19, 25-21, 21-25, 12-15 |
| 31 maggio 2023 Antalya Spor Salonu, Adalia Durata: 1h:13 - Spettatori: 8 201 | Corea del Sud | 0 - 3 | Turchia       | 14-25, 17-25, 24-26               |
| 1º giugno 2023 Antalya Spor Salonu, Adalia Durata: 1h:14 - Spettatori: 501   | Canada        | 0 - 3 | Thailandia    | 17-25, 24-26, 21-25               |
| 1º giugno 2023 Antalya Spor Salonu, Adalia Durata: 1h:55 - Spettatori: 1 473 | Polonia       | 3 - 1 | Italia        | 21-25, 25-20, 25-14, 25-18        |
| 1º giugno 2023 Antalya Spor Salonu, Adalia Durata: 1h:41 - Spettatori: 8 153 | Turchia       | 3 - 1 | Serbia        | 24-26, 25-17, 25-15, 25-21        |
| 2 giugno 2023 Antalya Spor Salonu, Adalia Durata: 1h:29 - Spettatori: 550    | Thailandia    | 0 - 3 | Polonia       | 20-25, 16-25, 15-25               |
| 2 giugno 2023 Antalya Spor Salonu, Adalia Durata: 1h:10 - Spettatori: 1 152  | Canada        | 3 - 0 | Corea del Sud | 25-17, 25-16, 25-18               |
| 2 giugno 2023 Antalya Spor Salonu, Adalia Durata: 1h:49 - Spettatori: 3 115  | Stati Uniti   | 3 - 2 | Italia        | 25-16, 14-25, 22-25, 25-20, 15-9  |
| 3 giugno 2023 Antalya Spor Salonu, Adalia Durata: 1h:24 - Spettatori: 1 078  | Polonia       | 3 - 0 | Serbia        | 25-18, 25-22, 30-28               |
| 3 giugno 2023 Antalya Spor Salonu, Adalia Durata: 1h:41 - Spettatori: 1 902  | Stati Uniti   | 3 - 0 | Corea del Sud | 25-16, 27-25, 25-11               |
| 3 giugno 2023 Antalya Spor Salonu, Adalia Durata: 1h:15 - Spettatori: 10 978 | Turchia       | 3 - 0 | Italia        | 25-19, 26-24, 25-19               |
| 4 giugno 2023 Antalya Spor Salonu, Adalia Durata: 1h:51 - Spettatori: 604    | Thailandia    | 3 - 0 | Corea del Sud | 25-17, 28-26, 25-21               |
| 4 giugno 2023 Antalya Spor Salonu, Adalia Durata: 1h:54 - Spettatori: 1 947  | Canada        | 3 - 2 | Serbia        | 18-25, 28-26, 25-23, 18-25, 15-12 |
| 4 giugno 2023 Antalya Spor Salonu, Adalia Durata: 2h:05 - Spettatori: 10 905 | Stati Uniti   | 3 - 2 | Turchia       | 25-22, 25-22, 22-25, 11-25, 15-9  |

##### Girone 2
| 30 maggio 2023 Nagoya Civic General Gymnasium, Nagoya Durata: 1h:51 - Spettatori: 1 039 | Germania        | 3 - 1 | Paesi Bassi     | 25-21, 25-22, 20-25, 25-22        |
| 30 maggio 2023 Nagoya Civic General Gymnasium, Nagoya Durata: 1h:44 - Spettatori: 1 861 | Giappone        | 3 - 1 | Rep. Dominicana | 25-23, 25-18, 22-25, 25-15        |
| 31 maggio 2023 Nagoya Civic General Gymnasium, Nagoya Durata: 1h:15 - Spettatori: 528   | Croazia         | 0 - 3 | Bulgaria        | 12-25, 17-25, 19-25               |
| 31 maggio 2023 Nagoya Civic General Gymnasium, Nagoya Durata: 2h:13 - Spettatori: 761   | Cina            | 3 - 2 | Brasile         | 25-23, 22-25, 25-20, 20-25, 15-12 |
| 1º giugno 2023 Nagoya Civic General Gymnasium, Nagoya Durata: 1h:24 - Spettatori: 438   | Croazia         | 0 - 3 | Germania        | 18-25, 23-25, 23-25               |
| 1º giugno 2023 Nagoya Civic General Gymnasium, Nagoya Durata: 1h:49 - Spettatori: 498   | Bulgaria        | 2 - 3 | Rep. Dominicana | 25-22, 16-25, 25-16, 14-25, 11-15 |
| 1º giugno 2023 Nagoya Civic General Gymnasium, Nagoya Durata: 1h:13 - Spettatori: 645   | Brasile         | 3 - 0 | Paesi Bassi     | 25-23, 25-23, 25-21               |
| 2 giugno 2023 Nagoya Civic General Gymnasium, Nagoya Durata: 1h:09 - Spettatori: 702    | Cina            | 3 - 0 | Germania        | 25-19, 25-20, 25-22               |
| 2 giugno 2023 Nagoya Civic General Gymnasium, Nagoya Durata: 1h:54 - Spettatori: ?      | Rep. Dominicana | 3 - 2 | Paesi Bassi     | 25-18, 22-25, 25-18, 21-25, 15-11 |
| 2 giugno 2023 Nagoya Civic General Gymnasium, Nagoya Durata: 1h:16 - Spettatori: 2 970  | Croazia         | 0 - 3 | Giappone        | 17-25, 19-25, 20-25               |
| 3 giugno 2023 Nagoya Civic General Gymnasium, Nagoya Durata: 1h:50 - Spettatori: 1 869  | Brasile         | 3 - 1 | Rep. Dominicana | 27-25, 20-25, 25-21, 27-25        |
| 3 giugno 2023 Nagoya Civic General Gymnasium, Nagoya Durata: 1h:49 - Spettatori: 3 585  | Cina            | 3 - 1 | Paesi Bassi     | 27-25, 23-25, 25-22, 25-20        |
| 3 giugno 2023 Nagoya Civic General Gymnasium, Nagoya Durata: 1h:10 - Spettatori: 5 359  | Bulgaria        | 0 - 3 | Giappone        | 20-25, 17-25, 19-25               |
| 4 giugno 2023 Nagoya Civic General Gymnasium, Nagoya Durata: 1h:05 - Spettatori: 2 183  | Croazia         | 0 - 3 | Brasile         | 24-26, 18-25, 8-25                |
| 4 giugno 2023 Nagoya Civic General Gymnasium, Nagoya Durata: 2h:00 - Spettatori: 3 268  | Germania        | 3 - 2 | Bulgaria        | 18-25, 25-20, 23-25, 26-24, 15-10 |
| 4 giugno 2023 Nagoya Civic General Gymnasium, Nagoya Durata: 1h:12 - Spettatori: 5 491  | Giappone        | 0 - 3 | Cina            | 18-25, 25-27, 25-27               |

#### Seconda settimana
| Girone 3        | Girone 4      |
| --------------- | ------------- |
| Bulgaria        | Brasile       |
| Canada          | Corea del Sud |
| Cina            | Croazia       |
| Italia          | Germania      |
| Paesi Bassi     | Giappone      |
| Polonia         | Serbia        |
| Rep. Dominicana | Stati Uniti   |
| Turchia         | Thailandia    |

##### Girone 3
| 13 giugno 2023 Hong Kong Coliseum, Hong Kong Durata: 1h:46 - Spettatori: 4 177  | Rep. Dominicana | 1 - 3 | Polonia     | 23-25, 28-30, 25-23, 17-25        |
| 13 giugno 2023 Hong Kong Coliseum, Hong Kong Durata: 1h:05 - Spettatori: 7 965  | Cina            | 3 - 0 | Canada      | 25-14, 25-18, 29-27               |
| 14 giugno 2023 Hong Kong Coliseum, Hong Kong Durata: 1h:09 - Spettatori: 2 876  | Italia          | 3 - 0 | Bulgaria    | 25-17, 25-19, 25-23               |
| 14 giugno 2023 Hong Kong Coliseum, Hong Kong Durata: 1h:23 - Spettatori: 4 518  | Paesi Bassi     | 0 - 3 | Turchia     | 29-31, 21-25, 15-25               |
| 15 giugno 2023 Hong Kong Coliseum, Hong Kong Durata: 1h:06 - Spettatori: 1 064  | Bulgaria        | 0 - 3 | Canada      | 15-25, 13-25, 15-25               |
| 15 giugno 2023 Hong Kong Coliseum, Hong Kong Durata: 1h:27 - Spettatori: 3 847  | Polonia         | 3 - 0 | Turchia     | 25-22, 25-20, 30-28               |
| 15 giugno 2023 Hong Kong Coliseum, Hong Kong Durata: 1h:40 - Spettatori: 5 231  | Rep. Dominicana | 2 - 3 | Italia      | 16-25, 25-16, 25-21, 22-25, 10-15 |
| 16 giugno 2023 Hong Kong Coliseum, Hong Kong Durata: 1h:06 - Spettatori: 2 251  | Turchia         | 3 - 0 | Canada      | 25-15, 25-22, 25-20               |
| 16 giugno 2023 Hong Kong Coliseum, Hong Kong Durata: 1h:19 - Spettatori: 6 395  | Polonia         | 0 - 3 | Paesi Bassi | 22-25, 21-25, 26-28               |
| 16 giugno 2023 Hong Kong Coliseum, Hong Kong Durata: 1h:21 - Spettatori: 8 996  | Bulgaria        | 1 - 3 | Cina        | 25-20, 7-25, 10-25, 15-25         |
| 17 giugno 2023 Hong Kong Coliseum, Hong Kong Durata: 1h:45 - Spettatori: 3 052  | Rep. Dominicana | 3 - 2 | Canada      | 22-25, 25-13, 25-17, 23-25, 15-10 |
| 17 giugno 2023 Hong Kong Coliseum, Hong Kong Durata: 1h:57 - Spettatori: 8 634  | Paesi Bassi     | 2 - 3 | Italia      | 25-22, 22-25, 20-25, 25-18, 17-19 |
| 17 giugno 2023 Hong Kong Coliseum, Hong Kong Durata: 1h:29 - Spettatori: 10 392 | Polonia         | 3 - 0 | Cina        | 25-20, 25-23, 25-22               |
| 18 giugno 2023 Hong Kong Coliseum, Hong Kong Durata: 1h:08 - Spettatori: 4 161  | Bulgaria        | 0 - 3 | Paesi Bassi | 24-26, 17-25, 17-25               |
| 18 giugno 2023 Hong Kong Coliseum, Hong Kong Durata: 1h:41 - Spettatori: 9 089  | Rep. Dominicana | 1 - 3 | Turchia     | 23-25, 19-25, 25-23, 20-25        |
| 18 giugno 2023 Hong Kong Coliseum, Hong Kong Durata: 1h:56 - Spettatori: 10 392 | Italia          | 3 - 2 | Cina        | 23-25, 25-23, 18-25, 25-22, 15-12 |

##### Girone 4
| 13 giugno 2023 Ginásio Nilson Nelson, Brasilia Durata: 1h:37 - Spettatori: 1 127 | Croazia       | 1 - 3 | Stati Uniti   | 25-17, 22-25, 18-25, 15-25        |
| 13 giugno 2023 Ginásio Nilson Nelson, Brasilia Durata: 2h:08 - Spettatori: 1 828 | Giappone      | 2 - 3 | Serbia        | 25-16, 20-25, 25-16, 20-25, 10-15 |
| 14 giugno 2023 Ginásio Nilson Nelson, Brasilia Durata: 1h:35 - Spettatori: 1 397 | Germania      | 3 - 1 | Thailandia    | 25-20, 25-13, 19-25, 25-23        |
| 14 giugno 2023 Ginásio Nilson Nelson, Brasilia Durata: 1h:23 - Spettatori: 8 155 | Brasile       | 3 - 0 | Corea del Sud | 31-29, 25-16, 25-16               |
| 15 giugno 2023 Ginásio Nilson Nelson, Brasilia Durata: 1h:10 - Spettatori: 403   | Thailandia    | 0 - 3 | Stati Uniti   | 21-25, 18-25, 16-25               |
| 15 giugno 2023 Ginásio Nilson Nelson, Brasilia Durata: 1h:15 - Spettatori: 1 799 | Giappone      | 3 - 0 | Corea del Sud | 25-18, 25-13, 25-19               |
| 15 giugno 2023 Ginásio Nilson Nelson, Brasilia Durata: 2h:02 - Spettatori: 9 378 | Brasile       | 3 - 2 | Serbia        | 23-25, 25-22, 21-25, 25-12, 15-11 |
| 16 giugno 2023 Ginásio Nilson Nelson, Brasilia Durata: 1h:58 - Spettatori: 1 773 | Giappone      | 2 - 3 | Germania      | 23-25, 25-14, 22-25, 25-20, 8-15  |
| 16 giugno 2023 Ginásio Nilson Nelson, Brasilia Durata: 1h:44 - Spettatori: 2 497 | Corea del Sud | 0 - 3 | Croazia       | 23-25, 21-25, 14-25               |
| 16 giugno 2023 Ginásio Nilson Nelson, Brasilia Durata: 2h:09 - Spettatori: 3 407 | Serbia        | 3 - 2 | Thailandia    | 24-26, 22-25, 25-17, 25-12, 16-14 |
| 17 giugno 2023 Ginásio Nilson Nelson, Brasilia Durata: 1h:46 - Spettatori: 9 883 | Brasile       | 3 - 1 | Germania      | 25-22, 25-18, 22-25, 25-17        |
| 17 giugno 2023 Ginásio Nilson Nelson, Brasilia Durata: 2h:10 - Spettatori: 3 227 | Giappone      | 3 - 2 | Stati Uniti   | 23-25, 25-23, 25-19, 23-25, 15-6  |
| 17 giugno 2023 Ginásio Nilson Nelson, Brasilia Durata: 1h:27 - Spettatori: 382   | Serbia        | 3 - 1 | Croazia       | 25-16, 25-11, 23-25, 25-17        |
| 18 giugno 2023 Ginásio Nilson Nelson, Brasilia Durata: 1h:22 - Spettatori: 9 973 | Brasile       | 0 - 3 | Stati Uniti   | 22-25, 19-25, 22-25               |
| 18 giugno 2023 Ginásio Nilson Nelson, Brasilia Durata: 1h:20 - Spettatori: 578   | Thailandia    | 0 - 3 | Croazia       | 17-25, 21-25, 20-25               |
| 18 giugno 2023 Ginásio Nilson Nelson, Brasilia Durata: 1h:42 - Spettatori: 315   | Germania      | 3 - 1 | Corea del Sud | 25-19, 25-17, 25-27, 25-12        |

#### Terza settimana
| Girone 5        | Girone 6    |
| --------------- | ----------- |
| Bulgaria        | Brasile     |
| Cina            | Canada      |
| Corea del Sud   | Croazia     |
| Germania        | Giappone    |
| Polonia         | Italia      |
| Rep. Dominicana | Paesi Bassi |
| Serbia          | Thailandia  |
| Stati Uniti     | Turchia     |

##### Girone 5
| 27 giugno 2023 Suwon Gymnasium, Suwon Durata: 1h:49 - Spettatori: 670   | Germania        | 3 - 1 | Rep. Dominicana | 25-19, 25-18, 18-25, 25-21        |
| 27 giugno 2023 Suwon Gymnasium, Suwon Durata: 1h:54 - Spettatori: 2 500 | Bulgaria        | 3 - 1 | Corea del Sud   | 25-22, 25-18, 24-26, 25-15        |
| 28 giugno 2023 Suwon Gymnasium, Suwon Durata: 2h:08 - Spettatori: 450   | Stati Uniti     | 3 - 2 | Polonia         | 17-25, 25-15, 27-25, 28-30, 16-14 |
| 28 giugno 2023 Suwon Gymnasium, Suwon Durata: 1h:54 - Spettatori: 860   | Cina            | 1 - 3 | Serbia          | 13-25, 25-17, 23-25, 20-25        |
| 29 giugno 2023 Suwon Gymnasium, Suwon Durata: 1h:57 - Spettatori: 470   | Polonia         | 3 - 2 | Germania        | 15-25, 25-19, 25-19, 19-25, 17-15 |
| 29 giugno 2023 Suwon Gymnasium, Suwon Durata: 1h:08 - Spettatori: 530   | Stati Uniti     | 3 - 0 | Bulgaria        | 25-15, 25-17, 25-17               |
| 29 giugno 2023 Suwon Gymnasium, Suwon Durata: 1h:14 - Spettatori: 2 890 | Rep. Dominicana | 3 - 0 | Corea del Sud   | 25-18, 25-18, 25-16               |
| 30 giugno 2023 Suwon Gymnasium, Suwon Durata: 1h:45 - Spettatori: 370   | Bulgaria        | 1 - 3 | Polonia         | 28-26, 19-25, 16-25, 15-25        |
| 30 giugno 2023 Suwon Gymnasium, Suwon Durata: 1h:48 - Spettatori: 390   | Germania        | 1 - 3 | Serbia          | 17-25, 25-23, 16-25, 28-30        |
| 30 giugno 2023 Suwon Gymnasium, Suwon Durata: 1h:52 - Spettatori: 530   | Cina            | 2 - 3 | Rep. Dominicana | 25-20, 20-25, 25-22, 20-25, 13-15 |
| 1º luglio 2023 Suwon Gymnasium, Suwon Durata: 1h:59 - Spettatori: 520   | Serbia          | 2 - 3 | Rep. Dominicana | 25-22, 15-25, 25-23, 19-25, 10-15 |
| 1º luglio 2023 Suwon Gymnasium, Suwon Durata: 1h:39 - Spettatori: 3 320 | Corea del Sud   | 1 - 3 | Cina            | 13-25, 21-25, 25-21, 15-25        |
| 1º luglio 2023 Suwon Gymnasium, Suwon Durata: 1h:44 - Spettatori: 730   | Germania        | 1 - 3 | Stati Uniti     | 22-25, 25-18, 22-25, 13-25        |
| 2 luglio 2023 Suwon Gymnasium, Suwon Durata: 1h:50 - Spettatori: 730    | Serbia          | 3 - 2 | Bulgaria        | 20-25, 25-16, 25-14, 17-25, 15-4  |
| 2 luglio 2023 Suwon Gymnasium, Suwon Durata: 1h:33 - Spettatori: 3 315  | Polonia         | 3 - 0 | Corea del Sud   | 25-23, 25-18, 25-16               |
| 2 luglio 2023 Suwon Gymnasium, Suwon Durata: 1h:50 - Spettatori: 1 230  | Cina            | 3 - 2 | Stati Uniti     | 18-25, 25-19, 19-25, 25-20, 15-8  |

##### Girone 6
| 27 giugno 2023 Palazzetto dello sport Huamark, Bangkok Durata: 1h:18 - Spettatori: 3 441 | Croazia     | 0 - 3 | Canada      | 21-25, 21-25, 26-28               |
| 27 giugno 2023 Palazzetto dello sport Huamark, Bangkok Durata: 1h:18 - Spettatori: 5 932 | Thailandia  | 0 - 3 | Paesi Bassi | 26-28, 18-25, 20-25               |
| 28 giugno 2023 Palazzetto dello sport Huamark, Bangkok Durata: 1h:50 - Spettatori: ?     | Giappone    | 3 - 2 | Turchia     | 25-23, 25-23, 21-25, 16-25, 15-9  |
| 28 giugno 2023 Palazzetto dello sport Huamark, Bangkok Durata: 2h:20 - Spettatori: 5 496 | Brasile     | 3 - 2 | Italia      | 26-28, 25-20, 19-25, 25-21, 15-10 |
| 29 giugno 2023 Palazzetto dello sport Huamark, Bangkok Durata: 1h:07 - Spettatori: 1 017 | Croazia     | 0 - 3 | Paesi Bassi | 20-25, 11-25, 15-25               |
| 29 giugno 2023 Palazzetto dello sport Huamark, Bangkok Durata: 2h:06 - Spettatori: 1 738 | Brasile     | 2 - 3 | Canada      | 30-28, 22-25, 23-25, 25-21, 15-17 |
| 29 giugno 2023 Palazzetto dello sport Huamark, Bangkok Durata: 1h:04 - Spettatori: 6 041 | Thailandia  | 0 - 3 | Turchia     | 15-25, 15-25, 20-25               |
| 30 giugno 2023 Palazzetto dello sport Huamark, Bangkok Durata: 1h:47 - Spettatori: 1 051 | Canada      | 2 - 3 | Italia      | 25-22, 23-25, 14-25, 26-24, 10-15 |
| 30 giugno 2023 Palazzetto dello sport Huamark, Bangkok Durata: 1h:41 - Spettatori: 1 524 | Paesi Bassi | 3 - 1 | Giappone    | 25-22, 25-17, 21-25, 25-20        |
| 30 giugno 2023 Palazzetto dello sport Huamark, Bangkok Durata: 1h:17 - Spettatori: 6 036 | Brasile     | 0 - 3 | Turchia     | 22-25, 16-25, 22-25               |
| 1º luglio 2023 Palazzetto dello sport Huamark, Bangkok Durata: 1h:01 - Spettatori: 1 615 | Italia      | 3 - 0 | Croazia     | 25-14, 25-17, 25-17               |
| 1º luglio 2023 Palazzetto dello sport Huamark, Bangkok Durata: 1h:48 - Spettatori: 2 151 | Paesi Bassi | 2 - 3 | Canada      | 27-25, 16-25 , 5-18, 23-25, 9-15  |
| 1º luglio 2023 Palazzetto dello sport Huamark, Bangkok Durata: 1h:18 - Spettatori: 6 125 | Thailandia  | 0 - 3 | Giappone    | 18-25, 22-25, 20-25               |
| 2 luglio 2023 Palazzetto dello sport Huamark, Bangkok Durata: 1h:06 - Spettatori: 4 590  | Croazia     | 0 - 3 | Turchia     | 14-25, 23-25, 18-25               |
| 2 luglio 2023 Palazzetto dello sport Huamark, Bangkok Durata: 1h:38 - Spettatori: 5 798  | Italia      | 3 - 1 | Giappone    | 25-23, 25-23, 17-25, 25-22        |
| 2 luglio 2023 Palazzetto dello sport Huamark, Bangkok Durata: 1h:11 - Spettatori: 6 136  | Thailandia  | 0 - 3 | Brasile     | 20-25, 16-25, 23-25               |

#### Classifica
| Pos. | Squadra         | Pt | G  | V  | P  | SV | SP | Ratio | PF    | PS    | Ratio |
| ---- | --------------- | -- | -- | -- | -- | -- | -- | ----- | ----- | ----- | ----- |
| 1.   | Polonia         | 29 | 12 | 10 | 2  | 32 | 13 | 2,461 | 1 069 | 962   | 1,111 |
| 2.   | Stati Uniti     | 28 | 12 | 10 | 2  | 34 | 16 | 2,125 | 1 099 | 1 004 | 1,094 |
| 3.   | Turchia         | 29 | 12 | 9  | 3  | 31 | 11 | 2,818 | 1 008 | 850   | 1,185 |
| 4.   | Brasile         | 24 | 12 | 8  | 4  | 28 | 18 | 1,555 | 1 065 | 987   | 1,079 |
| 5.   | Cina            | 24 | 12 | 8  | 4  | 29 | 19 | 1,526 | 1 089 | 993   | 1,096 |
| 6.   | Italia          | 21 | 12 | 8  | 4  | 29 | 23 | 1,260 | 1 129 | 1 106 | 1,020 |
| 7.   | Giappone        | 21 | 12 | 7  | 5  | 27 | 20 | 1,350 | 1 058 | 969   | 1,091 |
| 8.   | Germania        | 20 | 12 | 7  | 5  | 26 | 23 | 1,130 | 1 077 | 1 069 | 1,007 |
| 9.   | Serbia          | 19 | 12 | 6  | 6  | 27 | 27 | 1,000 | 1 154 | 1 121 | 1,029 |
| 10.  | Canada          | 18 | 12 | 6  | 6  | 24 | 24 | 1,000 | 1 031 | 1 044 | 0,987 |
| 11.  | Rep. Dominicana | 14 | 12 | 6  | 6  | 25 | 28 | 0,892 | 1 151 | 1 119 | 1,028 |
| 12.  | Paesi Bassi     | 18 | 12 | 5  | 7  | 23 | 22 | 1,045 | 1 023 | 997   | 1,026 |
| 13.  | Bulgaria        | 9  | 12 | 2  | 10 | 14 | 31 | 0,451 | 853   | 1 013 | 0,842 |
| 14.  | Thailandia      | 8  | 12 | 2  | 10 | 11 | 30 | 0,366 | 837   | 981   | 0,853 |
| 15.  | Croazia         | 6  | 12 | 2  | 10 | 8  | 30 | 0,266 | 734   | 910   | 0,806 |
| 16.  | Corea del Sud   | 0  | 12 | 0  | 12 | 3  | 36 | 0,083 | 730   | 982   | 0,743 |

      Qualificata alla fase finale.
      Retrocessa in Volleyball Challenger Cup.

### Fase finale
|  | Quarti di finale | Quarti di finale | Quarti di finale |         |   | Semifinali  | Semifinali  | Semifinali |   |                 | Finale          | Finale          | Finale |  |
|  |                  |                  |                  |         |   |             |             |            |   |                 |                 |                 |        |  |
|  | 1                | Polonia          | 3                |         |   |             |             |            |   |                 |                 |                 |        |  |
|  | 1                | Polonia          | 3                |         |   |             |             |            |   |                 |                 |                 |        |  |
|  | 8                | Germania         | 1                |         |   |             |             |            |   |                 |                 |                 |        |  |
|  | 8                | Germania         | 1                |         | 1 | Polonia     | 0           |            |   |                 |                 |                 |        |  |
|  |                  |                  |                  |         | 1 | Polonia     | 0           |            |   |                 |                 |                 |        |  |
|  |                  |                  | 5                | Cina    | 3 |             |             |            |   |                 |                 |                 |        |  |
|  | 4                | Brasile          | 5                | Cina    | 3 | 1           |             |            |   |                 |                 |                 |        |  |
|  | 4                | Brasile          |                  |         |   |             |             |            |   |                 |                 |                 |        |  |
|  | 5                | Cina             | 3                |         |   |             |             |            |   |                 |                 |                 |        |  |
|  | 5                | Cina             | 3                |         | 5 | Cina        | 1           |            |   |                 |                 |                 |        |  |
|  |                  |                  |                  |         |   |             |             |            |   |                 |                 |                 |        |  |
|  |                  |                  | 3                | Turchia | 3 |             |             |            |   |                 |                 |                 |        |  |
|  | 2                | Stati Uniti      | 3                | Turchia | 3 | 3           |             |            |   |                 |                 |                 |        |  |
|  | 2                | Stati Uniti      |                  |         |   | 3           |             |            |   |                 |                 |                 |        |  |
|  | 7                | Giappone         | 1                |         |   |             |             |            |   |                 |                 |                 |        |  |
|  | 7                | Giappone         | 1                |         | 2 | Stati Uniti | 1           |            |   | Finale 3º posto | Finale 3º posto | Finale 3º posto |        |  |
|  |                  |                  |                  |         | 2 | Stati Uniti | 1           |            |   |                 |                 |                 |        |  |
|  |                  |                  | 3                | Turchia | 3 |             |             |            |   |                 |                 |                 |        |  |
|  | 3                | Turchia          | 3                | Turchia | 3 | 3           |             |            | 1 | Polonia         | 3               |                 |        |  |
|  | 3                | Turchia          |                  |         |   |             |             |            | 1 | Polonia         | 3               |                 |        |  |
|  | 6                | Italia           | 0                |         |   | 2           | Stati Uniti | 2          |   |                 |                 |                 |        |  |

#### Quarti di finale
| 12 luglio 2023 College Park Center, Arlington Durata: 1h:42 - Spettatori: 1 290 | Polonia     | 3 - 1 | Germania | 25-12, 21-25, 25-21, 26-24 |
| 12 luglio 2023 College Park Center, Arlington Durata: 1h:50 - Spettatori: 4 904 | Stati Uniti | 3 - 1 | Giappone | 25-23, 25-21, 18-25, 25-18 |
| 13 luglio 2023 College Park Center, Arlington Durata: 1h:43 - Spettatori: 2 802 | Brasile     | 1 - 3 | Cina     | 21-25, 20-25, 25-20, 23-25 |
| 13 luglio 2023 College Park Center, Arlington Durata: 1h:05 - Spettatori: 2 271 | Turchia     | 3 - 0 | Italia   | 25-20, 25-15, 25-18        |

#### Semifinali
| 15 luglio 2023 College Park Center, Arlington Durata: - Spettatori: | Polonia     | 0 - 3 | Cina    | 18-25, 23-25, 23-25        |
| 15 luglio 2023 College Park Center, Arlington Durata: - Spettatori: | Stati Uniti | 1 - 3 | Turchia | 21-25, 14-25, 26-24, 25-27 |

#### Finale 3º posto
| 16 luglio 2023 College Park Center, Arlington Durata: 1h:56 - Spettatori: 4 402 | Polonia | 3 - 2 | Stati Uniti | 25-15, 16-25, 25-19, 18-25, 17-15 |

#### Finale
| 16 luglio 2023 College Park Center, Arlington Durata: 1h:34 - Spettatori: 5 838 | Cina | 1 - 3 | Turchia | 22-25, 25-22, 19-25, 16-25 |

## Classifica finale
| Pos     | Squadra         | Rosa |
| ------- | --------------- | --- |
| Oro     | Turchia         | Formazione: 1 Örge, 2 Aköz, 3 Özbay, 4 Vargas, 5 Aykaç, 6 Akman, 7 Baladin, 8 Güveli, 9 İsmailoğlu, 11 Cebecioğlu, 12 E. Şahin, 14 Erdem, 16 S. Şahin, 18 Güneş, 19 Kalaç, 22 Aydın, 99 Karakurt, CT: Santarelli                                                                                             |
| Argento | Cina            | Formazione: 1 Yuan, 3 Diao, 4 Yang, 5 Gao, 6 Gong, 7 Wang Yua., 8 Xu, 10 Wang Yun., 11 Zhong, 12 Li, 14 Zheng, 17 Ni, 18 Wang M., 23 Du, CT: Bin |
| Bronzo  | Polonia         | Formazione: 1 Stenzel, 5 Kąkolewska, 6 Ganszczyk, 7 Bociek, 9 Stysiak, 10 Fedusio, 11 Łukasik, 12 Szczygłowska, 15 Czyrniańska, 23 Pierzchała, 26 Wenerska, 27 Pacak, 30 Różański, 62 Nowicka, 95 Jurczyk, CT: Lavarini                                                                                      |
| 4       | Stati Uniti     | Formazione: 1 Hancock, 3 White, 4 Wong-Orantes, 5 Frantti, 6 Hentz, 7 Carlini, 8 Butler, 11 Drews, 12 Thompson, 14 Stevenson, 15 Washington, 16 Rettke, 18 Bajema, 20 Cuttino, 22 Plummer, 23 Robinson, 24 Ogbogu, 25 Nuneviller, 26 O'Neal, 27 Skinner, 28 Evans, 29 Lanier, 31 Jones, 36 Gates, CT: Kiraly |
| 5       | Brasile         | Formazione: 2 Alecrim, 3 Costa, 4 Viezel, 5 Daroit, 6 de Menezes, 7 Montibeller, 8 Carneiro, 9 Ratzke, 10 G. Guimarães, 11 Basso, 12 de Souza, 14 de Araújo, 15 A.C. da Silva, 16 do Nascimento, 17 Bergmann, 18 L. da Silva, 19 Santos, 20 Vasques, 21 Rios, 24 Teixeira, CT: J. Guimarães                  |
| 6       | Italia          | Formazione: 2 Degradi, 3 Villani, 4 Bosio, 5 Battistoni, 7 Fersino, 11 Danesi, 12 Mazzaro, 15 Nwakalor, 16 D'Odorico, 17 Sylla, 19 Squarcini, 20 Parrocchiale, 21 Omoruyi, 22 Panetoni, 23 Gennari, 32 Malual, 34 Nwakalor, CT: Mazzanti                                                                     |
| 7       | Giappone        | Formazione: 1 Nagaoka, 2 Hayashi, 3 Koga, 4 Ishikawa, 5 Shimamura, 6 Seki, 7 Shibata, 9 Watanabe, 10 Inoue, 11 Yamada, 12 Fukudome, 15 Kojima, 16 Meguro, 17 Tanaka, 20 Yokota, 21 Matsui, 23 Miyabe, 24 Irisawa, 29 Nishimura, 31 Nishikawa, 34 Araki, 37 Wada, CT: Manabe                                  |
| 8       | Germania        | Formazione: 1 Agbortabi, 2 Kästner, 3 Cesar, 4 Pogany, 5 Glaab, 6 Stautz, 9 Alsmeier, 10 Stigrot, 12 Orthmann, 14 Schölzel, 16 Cekulaev, 18 Grozer, 20 Weske, 21 Weitzel, 22 Strubbe, 25 Maase, CT: Heynen                                                                                                   |
| 9       | Serbia          | Formazione: 1 Buša, 2 Lazović, 3 Osmajić, 4 Živković, 5 Popović, 7 Jakšić, 8 Mirković, 9 Uzelac, 10 Ognjenović, 11 Kurtagić, 12 Pušić, 13 Bjelica, 14 Aleksić, 15 Stevanović, 16 Jegdić, 18 Bošković, 19 Milenković, 20 Zelenović, 22 Lozo, 33 Cvetković, CT: Guidetti                                       |
| 10      | Canada          | Formazione: 3 Van Ryk, 4 Savard, 5 Murmann, 6 White, 7 Van Buskirk, 8 Ogoms, 9 Gray, 11 Mitrovic, 13 O'Reilly, 14 Howe, 15 Joseph, 16 Livingston, 17 Jost, 18 Robitaille, 19 Maglio, 20 Palermo, 21 Heppell, 26 Pelland, CT: Winzer                                                                          |
| 11      | Rep. Dominicana | Formazione: 2 Rodríguez, 3 Eve, 4 Peralta, 5 Castillo, 7 Marte, 8 Tapia, 9 Hinojosa, 11 Ge. González, 12 Pérez, 16 Peña, 20 B. Martínez, 21 J. Martínez, 23 Ga. González, 25 L. Martínez, CT: Kwiek |
| 12      | Paesi Bassi     | Formazione: 1 Knip, 3 Jasper, 4 Plak, 5 Knollema, 7 Lohuis, 10 van Aalen, 12 Bongaerts, 13 de Haan, 14 Dijkema, 16 Baijens, 17 Vos, 19 Daalderop, 21 Stuut, 23 Timmerman, 24 Mulder, 25 Reesink, 26 Dambrink, 27 Scholten, 33 Marring, CT: Koslowski                                                         |
| 13      | Bulgaria        | Formazione: 1 Stančulova, 4 Neykova, 5 Jordanova, 6 Paskova, 7 S. Nikolova, 8 Barakova, 9 Bečeva, 10 Todorova, 11 Krivošijska, 13 Paškuleva, 14 Săjkova, 17 Marinova, 21 Krăsteva, 23 Ivanova, 28 M. Nikolova, CT: Micelli                                                                                   |
| 14      | Thailandia      | Formazione: 1 Srithong, 2 Pannoy, 3 Guedpard, 4 Kamlangmak, 5 Nuekjang, 12 Bamrungsuk, 14 Chuewulim, 15 Phomla, 16 Kokram, 17 Janthawisut, 18 Kongyot, 19 Moksri, 20 Pairoj, 21 Sooksod, 23 Manakij, 24 Boonlert, 99 Bundasak, CT: Sriwacharamaytakul                                                        |
| 15      | Croazia         | Formazione: 1 Antunović, 2 Mihaljević, 3 Strunjak, 4 Butigan, 6 Deak, 7 Miloš, 9 Mlinar, 10 Karatović, 11 Strize, 12 Marković, 13 Fabris, 14 Šamadan, 15 Trcol, 16 Đapić, 17 Kovčo, 19 Štimac, 20 Tomić, 22 Freund, CT: Akbaş                                                                                |
| 16      | Corea del Sud   | Formazione: 1 Kim D.e., 2 Lee J.a., 3 Yeum, 5 Kim D.i., 6 Park E.j., 7 Kim J.w., 8 Shin, 12 Moon J.w., 13 Park J.g., 14 Lee D.h., 16 Jeong, 17 Jung, 18 Kim M.y., 19 Pyo, 71 Moon J.y., 97 Kang, CT: Hernández                                                                                               |

|  | Retrocessa in Volleyball Challenger Cup 2023 |

## Premi individuali
| Premio                 | Nome            | Squadra |
| ---------------------- | --------------- | ------- |
| MVP                    | Melissa Vargas  | Turchia |
| Miglior palleggiatrice | Diao Linyu      | Cina    |
| Miglior opposto        | Melissa Vargas  | Turchia |
| Miglior schiacciatrice | Li Yingying     | Cina    |
| Miglior schiacciatrice | Martyna Łukasik | Polonia |
| Miglior centrale       | Zehra Güneş     | Turchia |
| Miglior centrale       | Yuan Xinyue     | Cina    |
| Miglior libero         | Gizem Örge      | Turchia |

## Statistiche
| Rendimento individuale | Rendimento individuale | Rendimento individuale | Rendimento individuale |
| Pos.                   | Nome                   | Punti                  | Squadra                |
| ---------------------- | ---------------------- | ---------------------- | ---------------------- |
| 1                      | Magdalena Stysiak      | 298                    | Polonia                |
| 2                      | Li Yingying            | 291                    | Cina                   |
| 3                      | Sylvia Nwakalor        | 246                    | Italia                 |
| 4                      | Gaila González         | 239                    | Rep. Dominicana        |
| 5                      | Alexa Gray             | 231                    | Canada                 |
| 6                      | Melissa Vargas         | 227                    | Turchia                |
| 7                      | Hanna Orthmann         | 224                    | Germania               |
| 8                      | Brayelin Martínez      | 215                    | Rep. Dominicana        |
| 9                      | Sarina Koga            | 209                    | Giappone               |
| 10                     | Ebrar Karakurt         | 193                    | Turchia                |

| Attacchi vincenti | Attacchi vincenti | Attacchi vincenti | Attacchi vincenti |
| Pos.              | Nome              | Punti             | Squadra           |
| ----------------- | ----------------- | ----------------- | ----------------- |
| 1                 | Li Yingying       | 262               | Cina              |
| 2                 | Magdalena Stysiak | 258               | Polonia           |
| 3                 | Sylvia Nwakalor   | 210               | Italia            |
| 4                 | Alexa Gray        | 208               | Canada            |
| 5                 | Gaila González    | 197               | Rep. Dominicana   |
| 6                 | Hanna Orthmann    | 196               | Germania          |
| 7                 | Melissa Vargas    | 194               | Turchia           |
| 8                 | Brayelin Martínez | 185               | Rep. Dominicana   |
| 9                 | Sarina Koga       | 173               | Giappone          |
| 10                | Ebrar Karakurt    | 161               | Turchia           |

| Muri vincenti | Muri vincenti         | Muri vincenti | Muri vincenti   |
| Pos.          | Nome                  | Punti         | Squadra         |
| ------------- | --------------------- | ------------- | --------------- |
| 1             | Agnieszka Kąkolewska  | 48            | Polonia         |
| 2             | Zehra Güneş           | 44            | Turchia         |
| 3             | Eda Erdem             | 42            | Turchia         |
| 4             | Yuan Xinyue           | 40            | Cina            |
| 5             | Mira Todorova         | 39            | Bulgaria        |
| 6             | Camilla Weitzel       | 35            | Germania        |
| 6             | Jineiry Martínez      | 35            | Rep. Dominicana |
| 6             | Emily Maglio          | 35            | Canada          |
| 9             | Ana Carolina da Silva | 34            | Brasile         |
| 10            | Sylvia Nwakalor       | 33            | Italia          |
| 10            | Magdalena Stysiak     | 33            | Polonia         |

| Battute vincenti | Battute vincenti     | Battute vincenti | Battute vincenti |
| Pos.             | Nome                 | Punti            | Squadra          |
| ---------------- | -------------------- | ---------------- | ---------------- |
| 1                | Marija Jordanova     | 19               | Bulgaria         |
| 1                | Melissa Vargas       | 19               | Turchia          |
| 3                | Camilla Weitzel      | 18               | Germania         |
| 3                | Sarina Koga          | 18               | Giappone         |
| 5                | Hanna Orthmann       | 16               | Germania         |
| 6                | Pia Kästner          | 14               | Germania         |
| 6                | Gaila González       | 14               | Rep. Dominicana  |
| 6                | Li Yingying          | 14               | Cina             |
| 6                | Ebrar Karakurt       | 14               | Turchia          |
| 10               | Nanami Seki          | 13               | Giappone         |
| 10               | Agnieszka Kąkolewska | 13               | Polonia          |